# Feuerwehr im Trentino

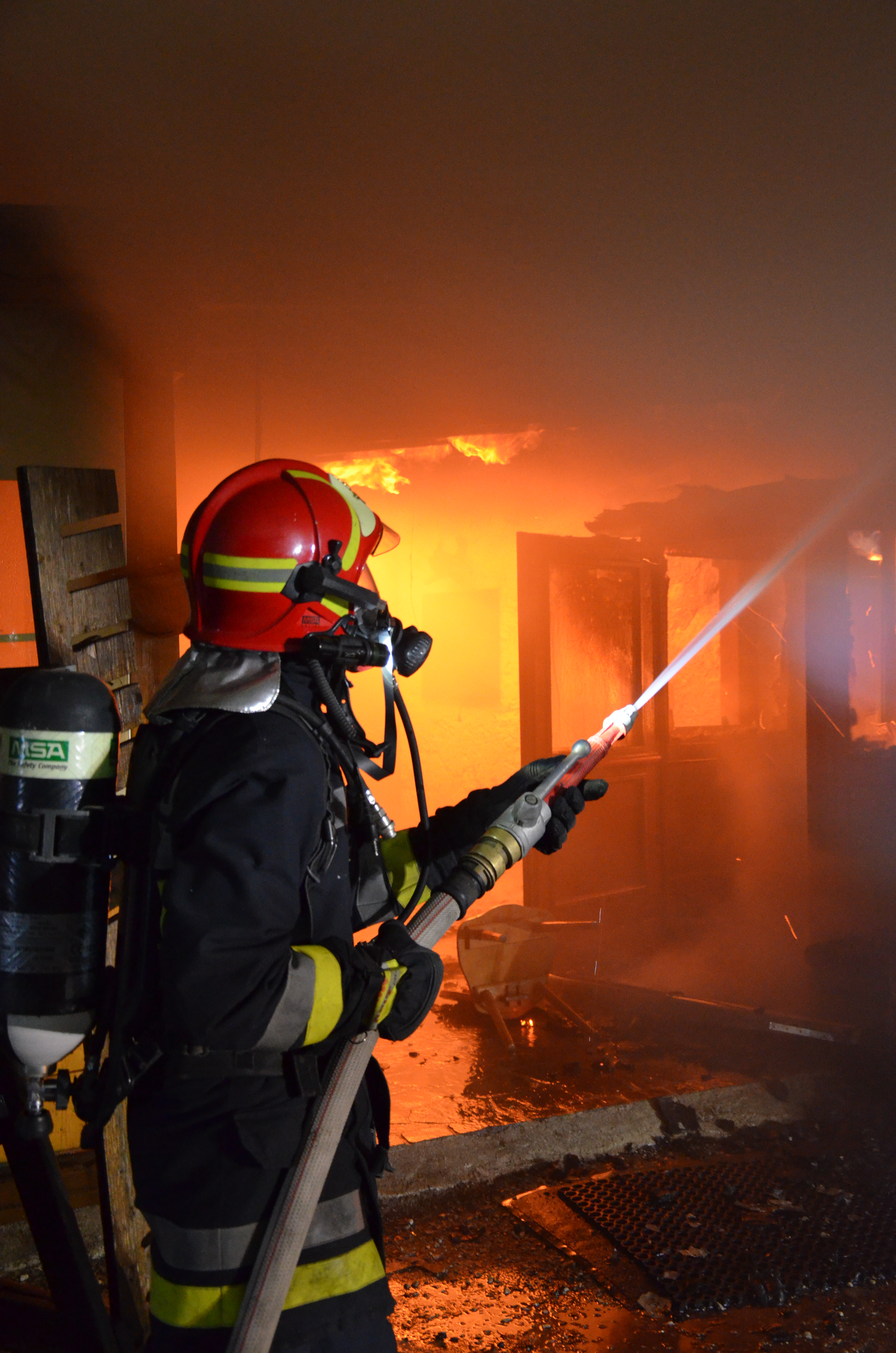
Feuerwehrmann aus San Martino di Castrozza im Einsatz

Die Feuerwehren im Trentino (italienisch: Vigili del fuoco volontari della Provincia autonoma di Trento) sind wie die Feuerwehren in Südtirol hauptsächlich als Freiwillige Feuerwehren organisiert. Diese gewährleisten flächendeckend in der ganzen Provinz den Personen- und Sachschutz bei Bränden und anderen Notfällen.
Im übrigen Italien gibt es eine staatliche Feuerwehr, die aus hauptamtlichem und freiwilligem Personal besteht. Die freiwilligen Feuerwehrleute unterstützen hier bei Bedarf die Berufsfeuerwehr, in vielen Fällen sind sie neuerdings jedoch auch für Feuerwachen umfänglich verantwortlich.

## Organisation
Die Feuerwehren im Trentino gliedern sich in:
- 239 Freiwillige Feuerwehren
- 1 Berufsfeuerwehr in Trient
- 1 mit hauptamtlichen Kräften besetzte Feuerwache in Rovereto

Neben ca. 6400 freiwilligen Feuerwehrleuten im aktiven und ergänzenden Dienst gibt es mehr als 1200 Feuerwehranwärter.
Die Finanzierung der örtlichen Feuerwehr erfolgt durch die öffentliche Hand, gewinnorientierte Veranstaltungen (z. B. Feuerwehrfeste) und privaten Spenden. Überörtliche Einrichtungen werden nur mit öffentlichen Mitteln finanziert.
Der Notruf 112 (seit 17. Oktober 2017 – zuvor 115) ist zu einer Provinznotrufzentrale geschaltet, die dann je nach Alarmstufe und dazugehörigen Alarmplan die einzelnen Feuerwehren per Funkmeldeempfänger, Sirene oder Bluebox verständigt. Die alten Notrufnummern 115 und 118 blieben bis Ende 2018 erhalten.
Die Federazione dei vigili del fuoco volontari della Provincia autonoma di Trento betreibt in Trient die Landesfeuerwehrschule.

## Geschichte
Die ersten Feuerwehren im damaligen Welschtirol wurden als Freiwillige Feuerwehren gegründet. Das heutige Korps geht auf die frühere städtische Feuerwehr von Trient zurück, die im Jahr 1863 gegründet wurde. Bis 1935 blieb dieses Korps auf kommunaler Ebene, während später beschlossen wurde, eine Organisation zu schaffen, die sich auf die gesamte Provinz Trient erstreckte. Im Jahr 1941 wurde dieses neue Korps in das dem Innenministerium unterstellte „Corpo nazionale dei vigili del fuoco“ als Provinzkommando eingegliedert.
Nach dem Zweiten Weltkrieg kam es zu ersten Autonomieverhandlungen Südtirols und einem Abkommen zwischen Italien und Österreich (Gruber-De-Gasperi-Abkommen). Im Jahr 1954 fielen dadurch die Feuerwehrzuständigkeiten in der Region Trentino-Südtirol wieder an die Gemeinden zurück. Die Feuerwehren erhielten nun durch die Gemeindeautonomie ihre Selbstverwaltung.
Mit der Überarbeitung des Autonomiestatuts übertrug die Region die Verwaltungsaufgaben der regionalen Feuerwehr auf die beiden autonomen Provinzen. Die Federazione dei vigili del fuoco volontari della Provincia autonoma di Trento wurde im Jahr 1990 in die neu gegründete Abteilung für Zivilschutz der Provinz integriert.
Bis heute sind Südtirol und das Trentino die einzigen italienischen Provinzen, welche ihr Feuerwehrwesen autonom verwalten.

## Fahrzeuge
Die primär im Trentino eingesetzten Fahrzeuge der Freiwilligen Feuerwehr sind Tanklöschfahrzeuge und Mannschaftstransportfahrzeuge. Des Weiteren sind Kleinlöschfahrzeuge, Rüstfahrzeuge und Transportfahrzeuge sehr verbreitet. Feuerwehren, welche spezielle Einsatzzonen zugewiesen bekommen haben, besitzen für diese optimierte Einsatzfahrzeuge.
Den größten Fuhrpark im Trentino besitzt die Berufsfeuerwehr in Trento (Trient). Sie verfügt u. a. auch über Großtanklöschfahrzeuge (GTLF) und Flugfeldlöschfahrzeuge (FLF).